# José Tovar Vicente
José Tovar Vicente (València, 17 de setembre de 1941 - Castelló, 4 Juliol 2021) ha estat un polític valencià, diputat en la primera legislatura de les Corts Valencianes.
Fou elegit diputat dins les files d'Alianza Popular per la circumscripció de Castelló a les eleccions a les Corts Valencianes de 1983. Ha estat vicepresident segon de la Comissió de Peticions i vocal de la Comissió de Reglament i de l'Estatut dels Diputats de les Corts Valencianes.